# Момо (департамент)
Момо (фр. Momo) — один из 7 департаментов Северо-Западного региона Камеруна. Находится в юго-западной части региона, занимая площадь в 1 792 км².
Административным центром департамента является город Мбенгви (фр. Mbengwi). Граничит с департаментами: Манью (на юге и западе), Менчум (на севере), Мезам (на востоке) и Лебьялем (на юге).

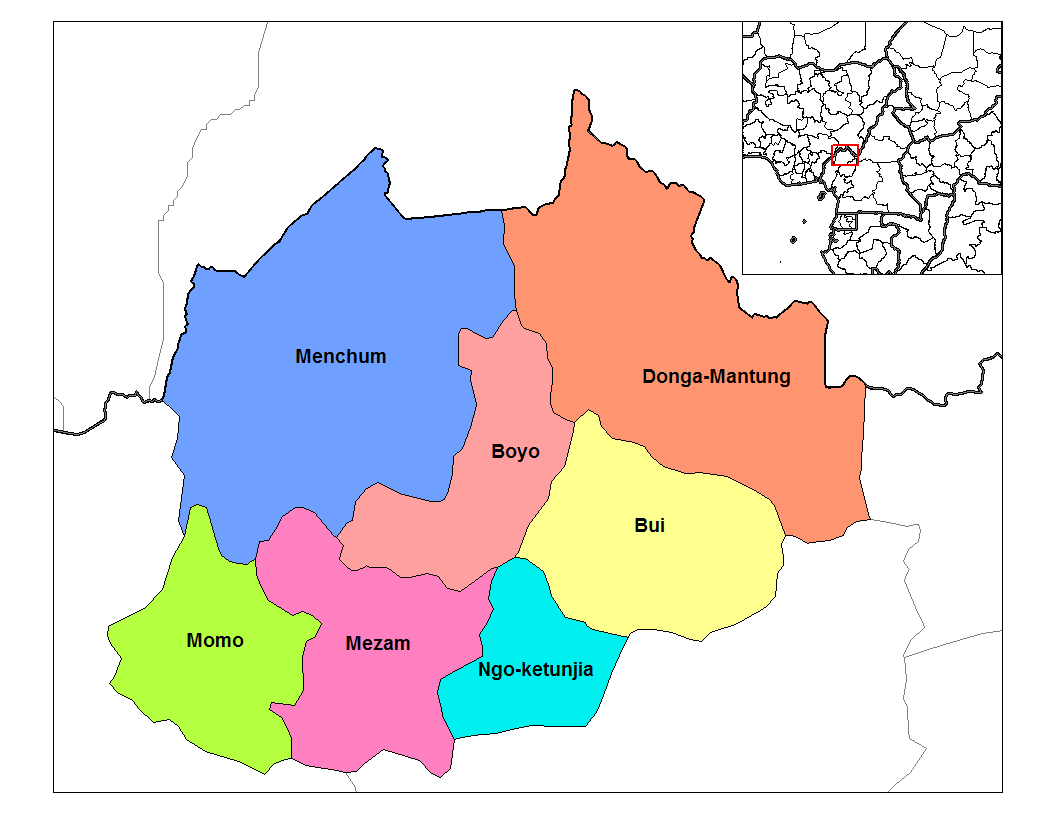
Департамент Момо на карте Северо-Западного региона

## Административное деление
Департамент Момо подразделяется на 5 коммун:
1. Андек (фр. Andek)
2. Батибо (фр. Batibo)
3. Мбенгви (фр. Mbengwi)
4. Нжиква (фр. Njikwa)
5. Видикум-Боффе (фр. Widikum-Boffe)